# Sufflamen chrysopterum
Espèce
Baliste double-queue
Sufflamen chrysopterum (aussi appelé Baliste double-queue) est une espèce de poissons tetraodontiformes qui vit dans le bassin Indo-Pacifique, dans les récifs côtiers et les lagons, de l'Afrique de l'Est et du golfe Persique en passant par l'Asie du Sud-Est jusqu'au sud du Japon..

## Description
Ce baliste est facile à reconnaître avec son corps brun et son ventre bleu et sa queue caudale qui semble double.

## Alimentation
Ce poisson mange une grande variété d’invertébrés.

## Reproduction
Le mâle défend son territoire, dans lequel réside sa femelle. La femelle prépare un nid avec son museau sur le fond sableux puis elle y dépose des œufs adhésifs. La femelle défend le nid dont elle ventile les œufs et le mâle protège son territoire aux alentours.